# Arrondissement di Chaumont
L'arrondissement di Chaumont è una suddivisione amministrativa francese, situata nel dipartimento dell'Alta Marna e nella regione del Grand Est.

## Composizione
L'arrondissement di Chaumont raggruppa 160 comuni in 11 cantoni:
- cantone di Andelot-Blancheville
- cantone di Arc-en-Barrois
- cantone di Bourmont
- cantone di Châteauvillain
- cantone di Chaumont-Nord
- cantone di Chaumont-Sud
- cantone di Clefmont
- cantone di Juzennecourt
- cantone di Nogent
- cantone di Saint-Blin
- cantone di Vignory